# Policlinico (Roms tunnelbana)
Policlinico är en station på Roms tunnelbanas Linea B. Stationen är belägen i distriktet Nomentano i nordöstra Rom och togs i bruk den 8 december 1990. Stationen är uppkallad efter Policlinico Umberto I, ett sjukhus invigt 1903.
Stationen Policlinico har:
- Biljettautomater
- Tillgänglighet för funktionshindrade personer
- Hissar
- Rulltrappor
- Tidningsstånd
- Varuautomater
- WC

## Kollektivtrafik
- Spårvagnshållplats – Roms spårväg, linje 3  och 19
- Busshållplats för ATAC

## Omgivningar
- Policlinico Umberto I
- Ospedale odontoiatrico "George Eastman"
- Università degli studi di Roma "La Sapienza"